# HD 85512
HD 85512，或稱為葛利斯370（Gliese 370）是一個橘色的K型主序星，光譜類型 K5 V，距離地球約36光年，位於船帆座。

## 行星系統

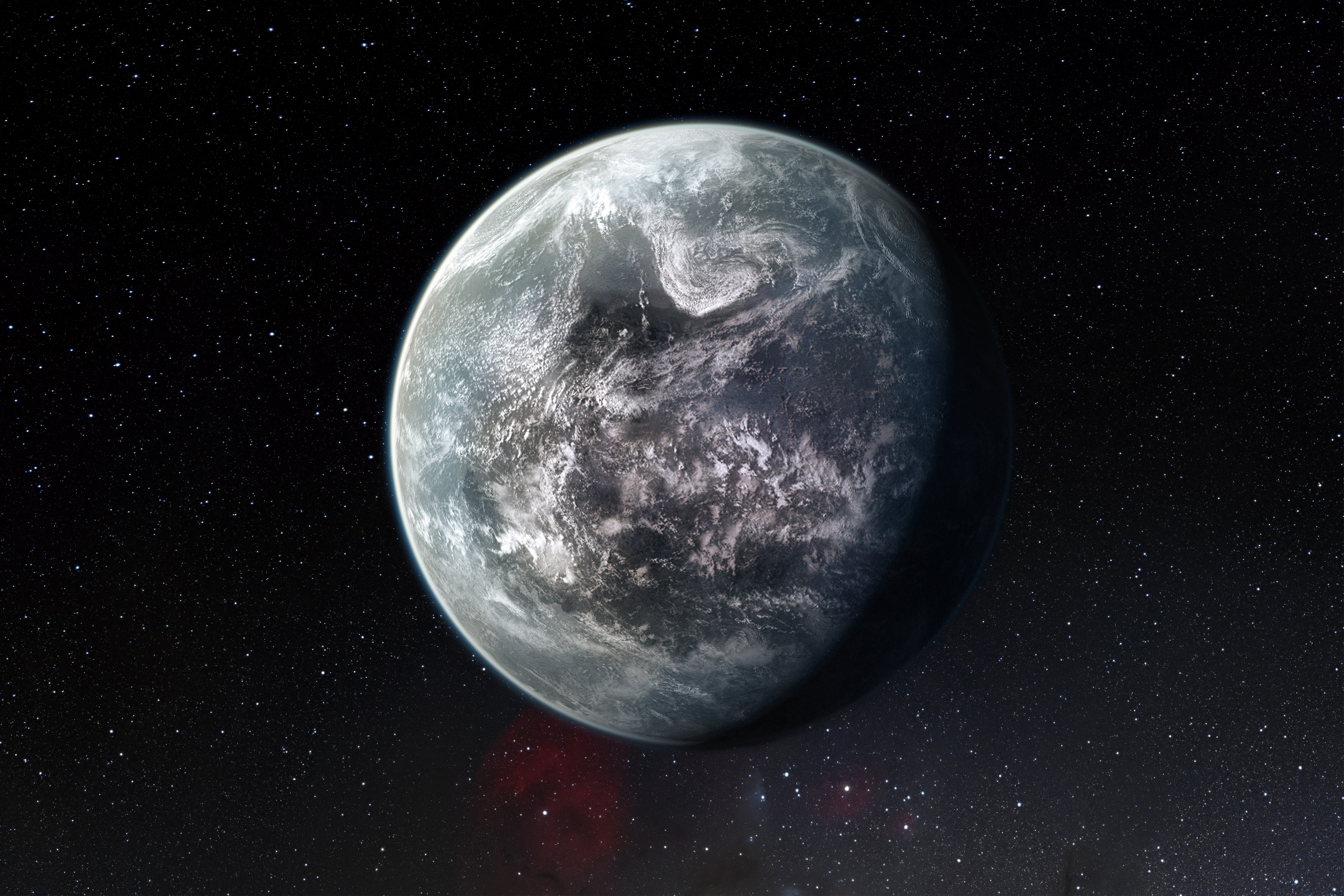
藝術家筆下的 HD 85512 b. Credit: ESO/M. Kornmesser.

2011年8月19日，天文學家使用高精度徑向速度行星搜索器發現該恆星有一個3.6倍地球質量的行星正好位於適居帶內。行星 HD 85512 b或稱為葛利斯370b可能溫度夠低，足以使液態水存在，如果該行星表面有50%以上區域被雲覆蓋的話。位於適居帶邊緣的 HD 85512 b 和格利澤581d至今仍是尋找適合居住行星的幾個最佳選項。
| 成員 (依恆星距離) | 质量   | 半長軸 (AU)  | 轨道周期 (天) | 離心率     | 傾角 | 半径 |
| ----------------- | ------ | ------------ | ------------- | ---------- | ---- | ---- |
| b                 | 3.6 M⊕ | 0.26 ± 0.005 | 58.43 ± 0.13  | 0.11 ± 0.1 | —    | —    |

## 外部連結
- ARICNS: 00766（页面存档备份，存于）
- NStars: 0951-4330[永久]